# أمريكا الجنوبية
أَمْريكا الجَنوبِيَّة (بالإسبانية: América del Sur, Sudamérica or Suramérica؛ بالبرتغالية: América do Sul؛ بالكيتشوا وبالأيمارا: Urin Awya Yala؛ بالغورانية:Ñembyamérika؛ بالهولندية:Zuid-Amerika؛ بالفرنسية:Amérique du Sud) هي إحدى قارات العالم الجديد تقع في القسم الغربي لخط غرينتش في نصف الأرض الغربي، معظم كتلتها تقع في نصف الأرض الجنوبي، مع جزء صغير نسبيًا في نصف الكرة الشمالي. يمر بها خط الاستواء في أجزائها الشمالية. سميت على اسم أمريجو فيسبوتشي أول مستكشف اقترح أن أراضي العالم الجديد هي ليست الهند الشرقية. أهم دولها الأرجنتين والبرازيل. يحدها من الشرق المحيط الأطلسي ومن الغرب المحيط الهادي أما من الشمال فتحدها أمريكا الشمالية والبحر الكاريبي، يحدها من الجنوب التقاء المحيطين الأطلسي والهادي بالإضافة إلى القارة القطبية الجنوبية.
تبلغ مساحة القارة 17,818,508 كم2 (3.5% من سطح الأرض). سنة 2005 قدر عدد السكان ب 371 مليون نسمة. هي القارة الرابعة من حيث المساحة (بعد آسيا وإفريقيا وأمريكا الشمالية) والخامسة من حيث تعداد السكان (بعد آسيا وإفريقيا وأوروبا وأمريكا الشمالية).

## جغرافيا

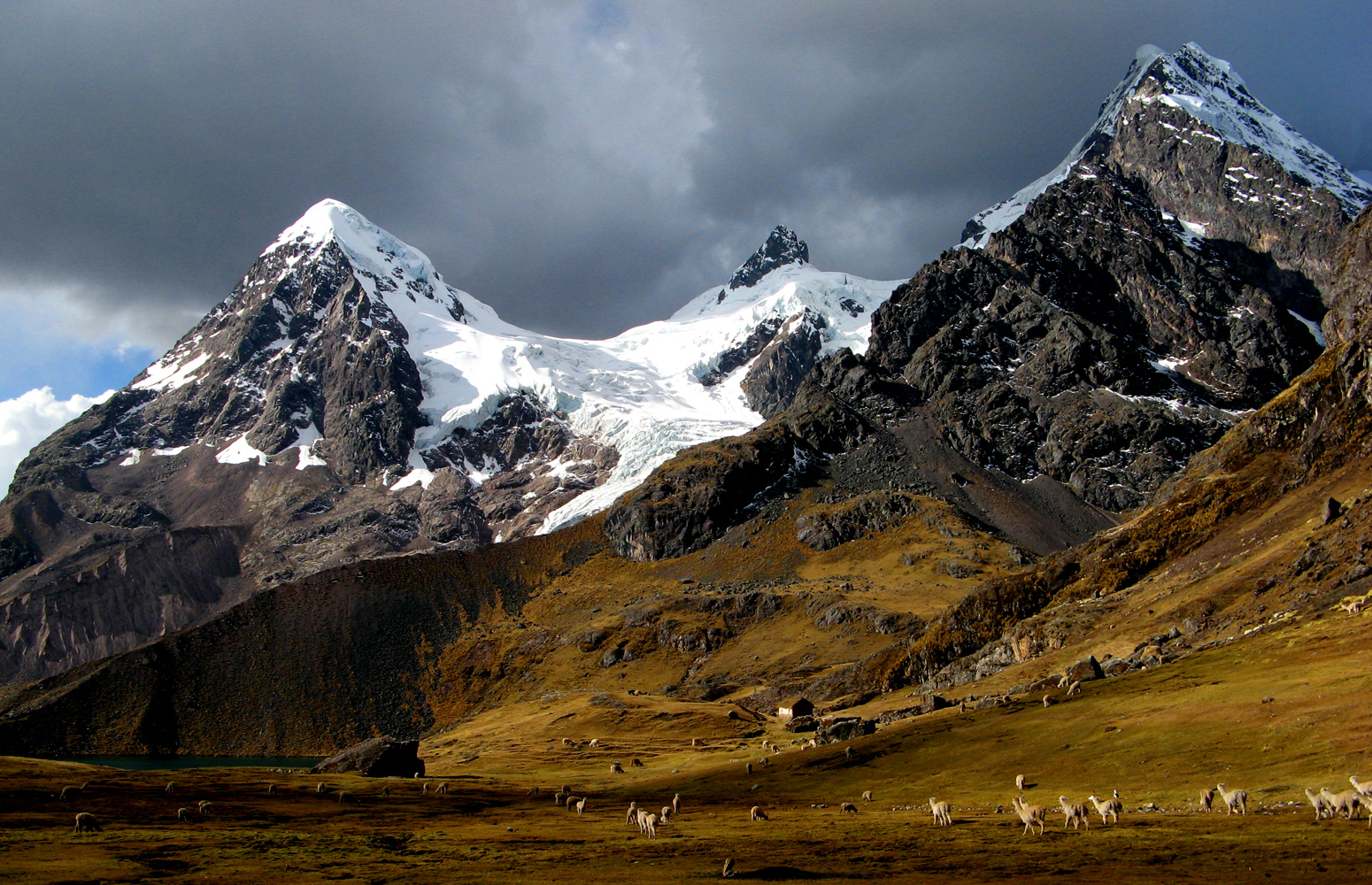
جبال الأنديز هي أطول سلسلة جبلية قارية في الأرض.

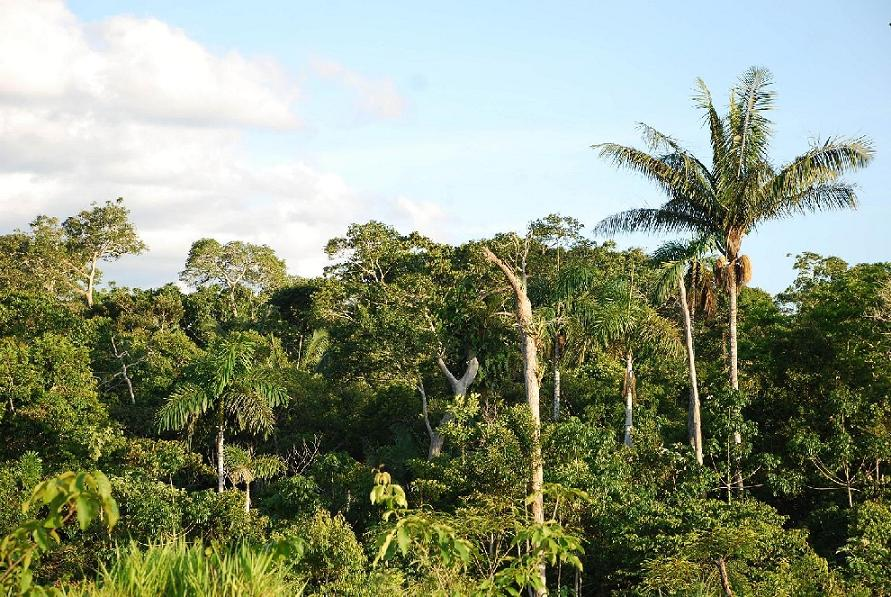
غابات أمريكا الجنوبية

تحتل أمريكا الجنوبية الجزء الجنوبي من نصف الأرض الغربي. ترسم حدود القارة عامةً بين شمال غربي مياه دارين على طول حدود كولومبيا-بنما، أو (وفقا لمصادر أخرى) عبر حدود قناة بنما على طول برزخ بنما. عادة ما يتم تضمين دولة بنما، من الناحية الجيوسياسية، في أمريكا الشمالية فقط أو بين بلدان أمريكا الوسطى. كل البر الرئيسي من أمريكا الجنوبية يقع على صفيحة أمريكا الجنوبية. يعطي الشكل الثلاثي لأمريكا الجنوبية ساحل قصير نسبيا مقارنةً بين القارات الأخرى.
كذلك تتضمن أمريكا الجنوبية تقليديّاً بعض الجزر القريبة، فكل من أروبا وبونير وكوراساو وترينيداد وتوباغو وتبعيات فنزويلا الاتحادية تقع على المنحدر القاري شمال أمريكا الجنوبية وتعتبر جزءاً من القارة. من الناحية الجيوسياسية، الدول الجزرية وأقاليم ما وراء البحار في منطقة بحر الكاريبي تصنف عادة كجزء من أمريكا الشمالية، حيث أنها أكثر بعدا عن الصفيحة الكاريبية، رغم أن سان أندرياس وبروفيدنسيا تشكل جزءا سياسيا من كولومبيا وجزيرة أفيس تسيطر عليها فنزويلا. من الجزر الأخرى التي تم تضمينها في أمريكا الجنوبية جزر غالاباغوس التي تنتمي إلى إكوادور وجزيرة الفصح (التي تقع في أوقيانوسيا لكنها تنتمي إلى شيلي)، وجزر روبنسون كروزو وشيلوي أيضا تتبع لتشيلي، بينما يتم تقسيم تييرا ديل فويغو بين هذا البلد والأرجنتين. بينما يملك «البرازيل الأطلسي» جزر فرناندو دي نورونها، جزيرة ترينداد وفاز مارتيم، وأرخبيل القديس بطرس وسانت بول.
أمريكا الجنوبية هي موطن أعلى شلال في العالم، شلالات أنجل في فنزويلا؛ ونهر الأمازون هو أكبر نهر (من حيث الحجم)؛ وجبال الأنديز هي أطول سلسلة جبال، وصحراء أتاكاما المكان الأكثر جفافاً على وجه الأرض، وموطن أكبر الغابات المطيرة، غابات الأمازون؛ وأعلى عاصمة، لاباز ببوليفيا؛ وبحيرة تيتيكاكا كأعلى بحيرة ملاحة تجارية في العالم، ومحطات البحوث في بويرتو تورو التشيلية في أنتاركتيكا، كأقصى مكان جنوب الأرض مأهول بصورة دائمة.
الموارد المعدنية الرئيسية في أمريكا الجنوبية هي الذهب والفضة والنحاس والحديد والقصدير والنفط. أدت هذه الموارد الموجودة في أمريكا الجنوبية إلى ارتفاع دخل البلدان ولا سيما في أوقات الحرب أو بسبب النمو الاقتصادي السريع للبلدان الصناعية في أماكن أخرى. لكن رغم ذلك فالتركيز على إنتاج سلعة واحدة والاعتماد عليها كأحد أهم صادرات البلد الأساسية كثيرًا ما أعاق تنمية القطاعات الاقتصادات المتنوعة، فالتذبذب والتقلبات في أسعار السلع الأساسية في الأسواق الدولية أدت تاريخيّاً إلى ارتفاعات كبيرة وهبوط حاد في اقتصادات دول أمريكا الجنوبية، كثيرًا ما تتسبب في زعزعت الاستقرار السياسي. حاليّاً تبذل الجهود لتنويع الإنتاج وعدم الاعتماد على مصدر دخل وحيد.
تعتبر أمريكا الجنوبية واحدة من أكبر القارات تنوعاً حيوياً على كوكب الأرض. فهي موطن للعديد من أنواع الأحياء: كحيوان اللاما والأناكوندا، والبيرانا، واليغور، والفيكونيا والتابير، فهي حيوانات فريدة ومثيرة للاهتمام. كما تمتلك غابات الأمازون نسبة عالية من التنوع البيولوجي، حيث تحتوي على نسبة كبيرة من الأنواع.
حتى الآن تعتبر البرازيل هي أكبر دولة في أمريكا الجنوبية، حيث تشمل حوالي نصف عدد السكان ومساحة الأراضي في القارة. وتنقسم البلدان والأقاليم المتبقية بين ثلاث مناطق: دول الأنديز ودول الغينياس ومنطقة المخروط الجنوبي.

## تاريخ

### ما قبل التاريخ
توحدت أمريكا الجنوبية مع إفريقيا في أواخر عهد الحقبة الباليوزيية إلى أوائل عهد الحقبة الوسطى، حتى فترة بدأ انفصال القارة العظمى بانجيا قبل حوالي 225 مليون سنة. لذلك لكل من أمريكا الجنوبية وإفريقيا أحافير وطبقات صخرية مماثلة.

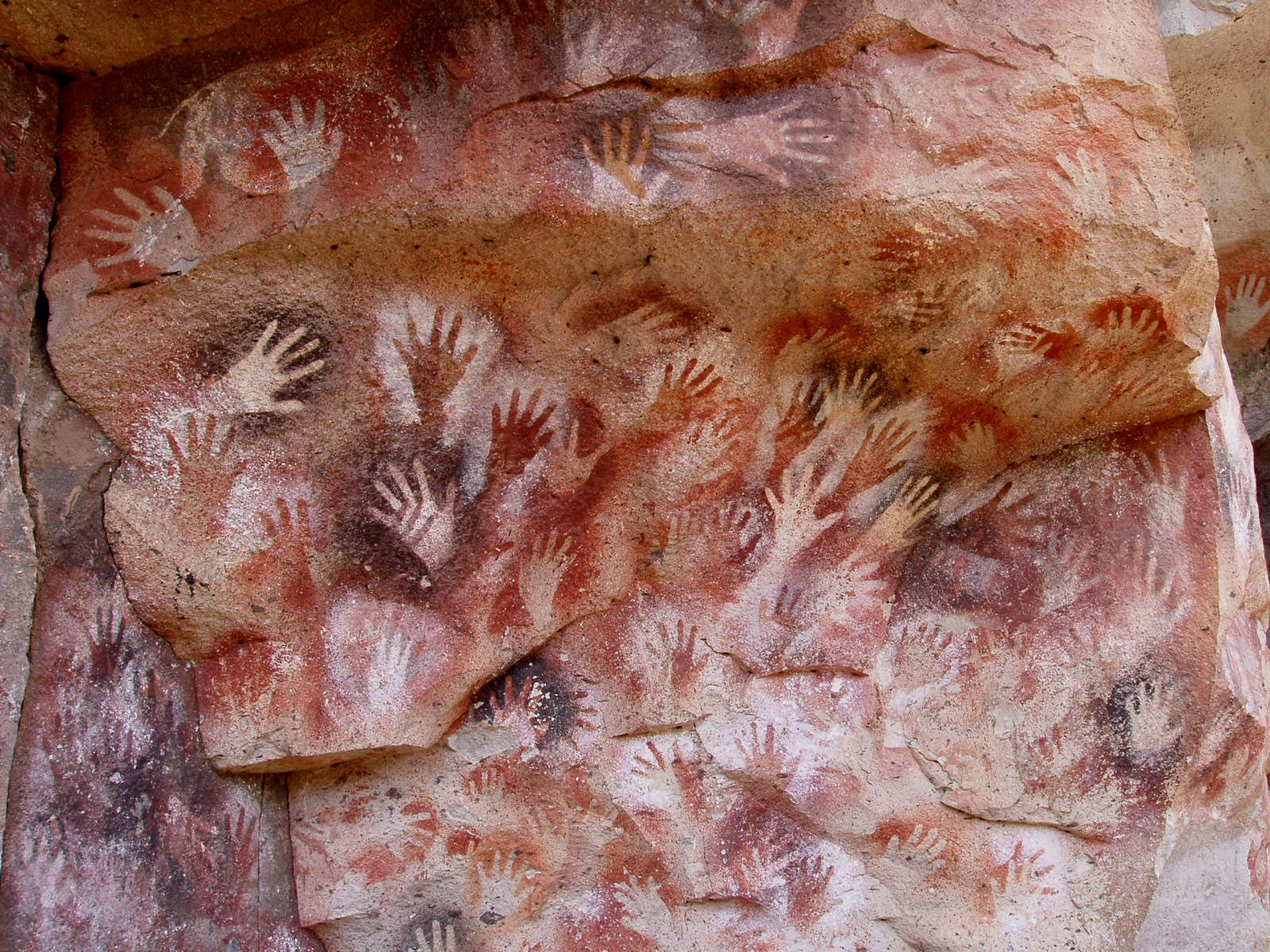
كويفا دي لاس مانوس أو مغارة الأيدي، من كهوف ما قبل التاريخ، في الأرجنتين

ويعتقد أن أمريكا الجنوبية أصبحت مأهولة لأول مرة من قبل الجنس البشري عندما عبر الناس جسر بيرنغ البري (حالياً مضيق بيرنغ) على الأقل منذ 15,000 سنة، من الأرض التي تقع عليها حالياً روسيا. وهاجروا إلى الجنوب عن طريق أمريكا الشمالية، وفي نهاية المطاف وصلوا إلى أمريكا الجنوبية عن طريق برزخ بنما. لكن بعض الاكتشافات الأثرية لا تدعم هذه النظرية، وأدت إلى البحث عن نظريات بديلة.

### الزراعة وتدجين الحيوان
أول دليل على وجود الممارسات الزراعية في أمريكا الجنوبية يعود تاريخه إلى حوالي 9000 سنة قبل الميلاد، عندما بدأت زراعة الكوسة والفلفل الحار والفاصوليا كأغذية في مرتفعات حوض الأمازون. كما عثر على أدلة في الفخار تشير إلى أن الكاسافا بدأت تزرع منذ 2000 سنة قبل الميلاد، والتي لا تزال تشكل غذاءً رئيسي وتزرع حتى يومنا هذا.

أطلال الإنكا في ماتشو بيتشو، بيرو

في حوالي 2000 سنة قبل الميلاد، استقرت العديد من المجتمعات القروية الزراعية في جميع أنحاء منطقة الأنديز. وأصبح الصيد ممارسة واسعة الانتشار على طول الساحل. كما تم تطوير نظم الري، الذي ساعد في تطور المجتمعات الزراعية.
بدأت ثقافات جنوب أمريكا استئناس حيوانات اللاما والفيكونيا والغواناكو والألبكة في مرتفعات جبال الأنديز حوالي 3500 قبل الميلاد. إلى جانب استخدامها كمصدر للحوم والصوف، كما استخدمت هذه الحيوانات لنقل البضائع.
كما ينتشر زراعة القمح في كافة أو معظم أجزاء حوض الأمازون، وكذلك الشعير، والذرة بنوعيه، وينتشر الرز بشكل واسع في الأورغواي، والبرازيل، والأرجنتين، والبيرو، والموز الذي ينتشر في كافة أرجاء القارة وبالأخص في البرازيل، والإكوادور، والبيرو، وتشيلي كولومبيا وبوليفيا ويكثر زراعة فول الصويا لأغراض إنتاج الزيت والعلف منه في كل أجزاء القارة ويتركز في حوض الأمازون والأرجنتين والقارة غنية بالثروة الحيوانية كالبقر والماعز واللاما والدواجن ويكثر إنتاج الخشب ومنتجات الغابات في البرازيل وبارغواي وپوليفيا والأرجنتين كما ينتشر زراعة الخضروات كالطماطم والبطاطس في مرتفعات الأنديز وحوض الأمازون كما تشتهر البرازيل بأنها البلد الأول في العالم إنتاجاً للقهوة منذ 150عاماً.

### عصر قبل كولومبي
سمح نمو الزراعة واستقرار المستوطنات البشرية في ظهور حضارات عديدة في أمريكا الجنوبية. أول المستوطنات المعروفة هي فالديفيا على ساحل جنوب غرب إكوادور.
ومن بين الحضارات الأولى المعروفة كذلك، حضارة نورت شيكو على ساحل بيرو، فبرغم كونها ثقافة ما قبل الفخار، تعتبر صروحها المعمارية معاصرة لأهرامات مصر القديمة. أقامت هذه الحضارة شبكة تجارة، وطوّرت بعدها حضارة تشافين الزراعة في 900 قبل الميلاد، كما عثر علماء آثار على تحف في موقع يسمى تشافين دي هوانتار في بيرو الحديثة على ارتفاع 3,177 متر، وامتدت حضارة تشافين من 900 قبل الميلاد إلى 300 قبل الميلاد.
في بداية الألفية الميلادية الأولى، وفي وسط ساحل بيرو ظهرت حضارات موشي (100 ق.م. - 700 م.، على الساحل الشمالي لبيرو)، وباراكاس ونازكا (400 ق.م. - 800 م. بيرو) التي ازدهرت بتحسينها للزراعة كما ظهرت أنماط جديدة لفن الخزف. في ألتيبلانو، شكلت تيهواناكو (100 ق.م. - 1200 م. بوليفيا) شبكة تجارية كبيرة مبنية على أسس دينية.
حوالي القرن السابع، كل من حضارة تيهواناكو وحضارة واري (بين 600 -1200، وسط وشمال بيرو) وسعت نفوذها إلى كل منطقة الأنديز، ففرضت هواري طراز عمرانها وتميزت تيهواناكو بإشاعة رموزها الدينية.
مويسكا هي الحضارة التي سيطرت على المنطقة المعروفة الآن بكولومبيا، وهو اتحاد بين العديد من القبائل، المعروف بكاسيكازجوس، كانت لديها شبكة تجارة حرة فيما بينها. وكانوا محترفون صائغين ومزارعين.
ومن ثقافات ما قبل الفترة الكولومبية كذلك: كانياريس (في جنوب وسط إكوادور) إمبراطورية شيمو (1300–1470، ساحل بيرو الشمالي)، شاشابوياسو وممالك أيماران (1000–1450، جنوبي بيرو وبوليفيا).
كما سادت حضارة الإنكا في منطقة الأنديز من 1438 إلى 1533، وكانت تتخذ من قوسقو عاصمة لها، وعرفت هذا الحضارة باسم تاوانتين سويو أو «أرض الأربع مناطق» بلغة الكيشوا، حيث كانت حضارة متقدمة، ضمت ما يقرب مئة من المجتمعات اللغوية والعرقية، أي بين 9 إلى 14 مليون شخص متصل بواسطة 25,000 كم من الشبكات الطرقية، وبنيت المدن الحجرية بشكل متطور على عدة مستويات من التضاريس الجبلية.
كما برزت في وسط تشيلي مقاومة المابوتشي للمستوطنين الأوروبيين خلال ال 300 سنة الأولى من الفترة الكولومبية.

### الاستعمار الأوروبي

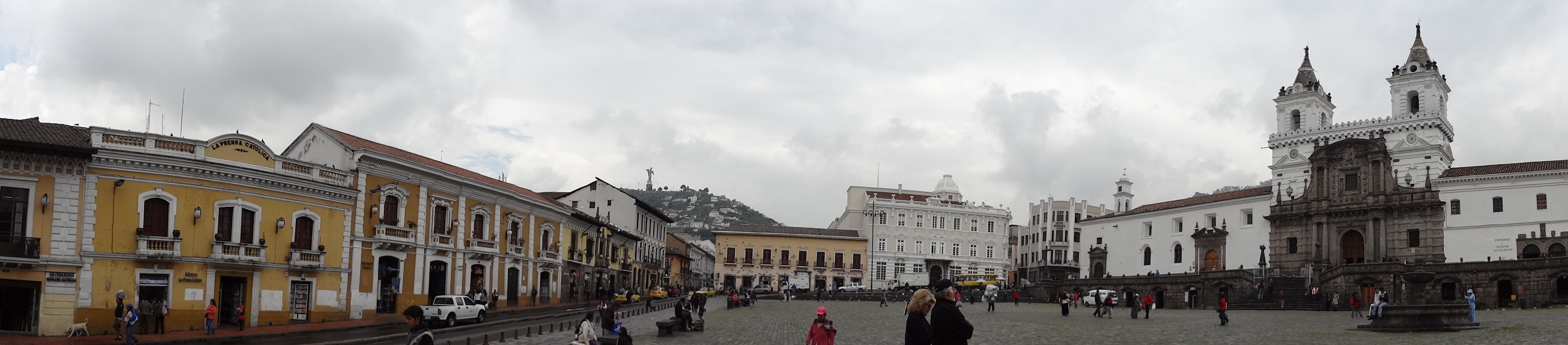
ساحة القديس فرنسيس في كيتو، الإكوادور وهي من أولى المدن التي بناها الأوروبيون في القارة ويظهر التأثير الأوروبي على العمارة.

في 1494، وقعت كل من البرتغال وإسبانيا، القوى البحرية الكبرى في ذلك الوقت، على معاهدة تورديسيلاس، والتي اتفقا فيها، بدعم من البابا، على الاحتكار الثنائي للأراضي التي من المتوقع استكشافها في غرب الأرض، خارج أوروبا.
تضمنت المعاهدة إنشاء خط وهمي غرب جزر الرأس الأخضر، فوفقاً لبنود المعاهدة، تنتمي جميع الأراضي في غرب الخط (التي ستشمل معظم أمريكا الجنوبية) إلى إسبانيا، وجميع الأراضي في شرق الخط، للبرتغال. لكن بسبب قياسات خط الطول غير الدقيقة، والمستحيلة، في ذلك الوقت، توسعت البرتغال غرباً باستعمارها البرازيل.
ابتداء من عقد 1530، تم استغلال السكان والموارد الطبيعية لأمريكا الجنوبية من قبل الأجانب الغزاة، إسبانيا أولاً والبرتغال لاحقاً. ادّعت هذه الدول الاستعمارية، المتنافسة على الأراضي والموارد في ما بينها، ادعت ملكيتها للأرض وقسمتها إلى مستعمرات.
الأمراض المعدية القادمة من أوروبا (الجدري والأنفلونزا والحصبة والتيفوس) هلكت السكان الأصليين لأنه لم تكن لديهم مناعة تقيهم من هذه الأمراض، إضافة إلى الأعمال الشاقة في مزارع المستوطنين الإسبان. مما عجّل بجلب العبيد من أفريقيا، الذين كانوا محصنين من تلك الأمراض، وحلّوا محلهم.
حوّل الإسبان رعاياهم إلى المسيحية، وتخلصوا بسرعة من أي ممارسات ثقافية تعوق تحقيق غايتهم، لكن معظم هذه المحاولات لقت نجاحاً جزئيا فقط، حيث ظل السكان الأصليين يجمعون بين الكاثوليكية والتقاليد الوثنية المتنوعة. كما فرض الإسبان لغتهم بنفس طريقة نشر دينهم، لكن الكنيسة كانت تبشر كذلك بالكيتشوا والأيمارا والغواراني، الأمر الذي ساهم في استمرارية استعمالها، ولو بالطريقة الشفوية.
مع مرور الوقت تجانس السكان الأصليين مع الإسبان، وشكلوا فئة المستيزو. في البداية الأمر، كانت أمهات المستيزو من نسل الهنود الحمر والآباء من الإسبان، وبعد الاستقلال، كان معظم آبائهم وأمهاتهم من البيض أو المستيزو.
تم إتلاف العديد من الأعمال الفنية الوثنية بعد أن دمرها المستكشفين الإسبان، وشمل ذلك العديد من التماثيل والتحف المصنوعة من الذهب والفضة، والتي تم صهرها قبل نقلها إلى إسبانيا أو البرتغال. جلب الإسبان والبرتغاليين النمط المعماري الأوروبي، كما تم تحسين البنى التحتية مثل الجسور والطرق ونظام الصرف الصحي في المدن التي سيطروا عليها. كما ساهموا في زيادة المعاملات الاقتصادية والتجارية، وليس فقط بين العالم القديم والجديد ولكن بين مختلف مناطق وشعوب أمريكا الجنوبية. ومع توسع اللغات الإسبانية والبرتغالية، رجعت العديد من الثقافات، التي انفصلت سابقا، إلى حضيرة أمريكا اللاتينية.
انتقلت غيانا بين أيدي الهولنديين وبعدها البرتغاليين وفي آخر المطاف إلى البريطانيين. وبعدها قسمت البلاد إلى ثلاثة أجزاء، كل جزء منها تحت سيطرة إحدى القوى الاستعمارية حتى عودتها بالكامل إلى السيادة البريطانية.

### الاستقلال
حصلت كيانات أمريكا الجنوبية على استقلالها من التاج الإسباني في نهاية عام 1823، بعد حروب الاستقلال الأمريكية الإسبانية. يعتبر الفنزويلي سيمون بوليفار والأرجنتيني خوسيه دي سان مارتين أهم زعماء النضال الاستقلالي. حيث قام بوليفار بانتفاضة كبرى في شمال أمريكا الجنوبية، ثم قاد جيشه جنوبا باتجاه ليما، عاصمة التاج الإسباني في البيرو. وفي الوقت نفسه، قاد سان مارتين جيشا من منطقة التاج الإسباني في ريو دي لا بلاتا عبر جبال الأنديز، لعقد اجتماع مع الجنرال برناردو أوهيجينس في تشيلي، ثم سار شمالا لكسب الدعم العسكري من مختلف المتمردين في أرض التاج الإسباني في البيرو. والتقى الجيشين أخيراً في غواياكيل بالإكوادور، حيث حُشر الجيش الملكي الإسباني وأجبر على الاستسلام.
وفي المستعمرة البرتغالية في البرازيل، قام بيدرو الأول، وهو ابن الملك البرتغالي جون السادس، بإعلان استقلال البلاد في 1822 وتحول إلى أول امبراطور برازيلي. بعد اختلاف واشتباك مع بعض المناطق الموالية للبرتغال كباهيا وبارا، تم حل الخلاف دبلوماسيا مع التاج البرتغالي، بتعويض مالي كبير قامت به البرازيل.
حاول بوليفار توحيد أجزاء من القارة الناطقة بالإسبانية سياسيا تحت كيان موحد اسمه "كولومبيا الكبرى"، لكن سرعان ما استقلت تلك الدول، رغم المحاولات اللاحقة والمتكررة كالاتحاد البيروفي البوليفي.
بقي عدد قليل من البلدان التي لم تحظ باستقلالها حتى القرن الحادي والعشرين:
- غيانا، استقلت من المملكة المتحدة، في عام 1966.
- سورينام خرجت من عباءة السيطرة الهولندية في عام 1975.
- جويانا الفرنسية لا تزال حاليا تشكل جزءً من فرنسا.
- جزر فوكلاند، المعروفة أيضا بلاس مالفيناس لا تزال تحت السيادة الترابية للمملكة المتحدة، رغم كونها قريبة من الأرجنتين، النزاع حول ملكيتها مستمر إلى اليوم.
- جورجيا الجنوبية وجزر ساندويتش الجنوبية أيضا تظل تحت السيادة الترابية للمملكة المتحدة.

### التاريخ الحديث

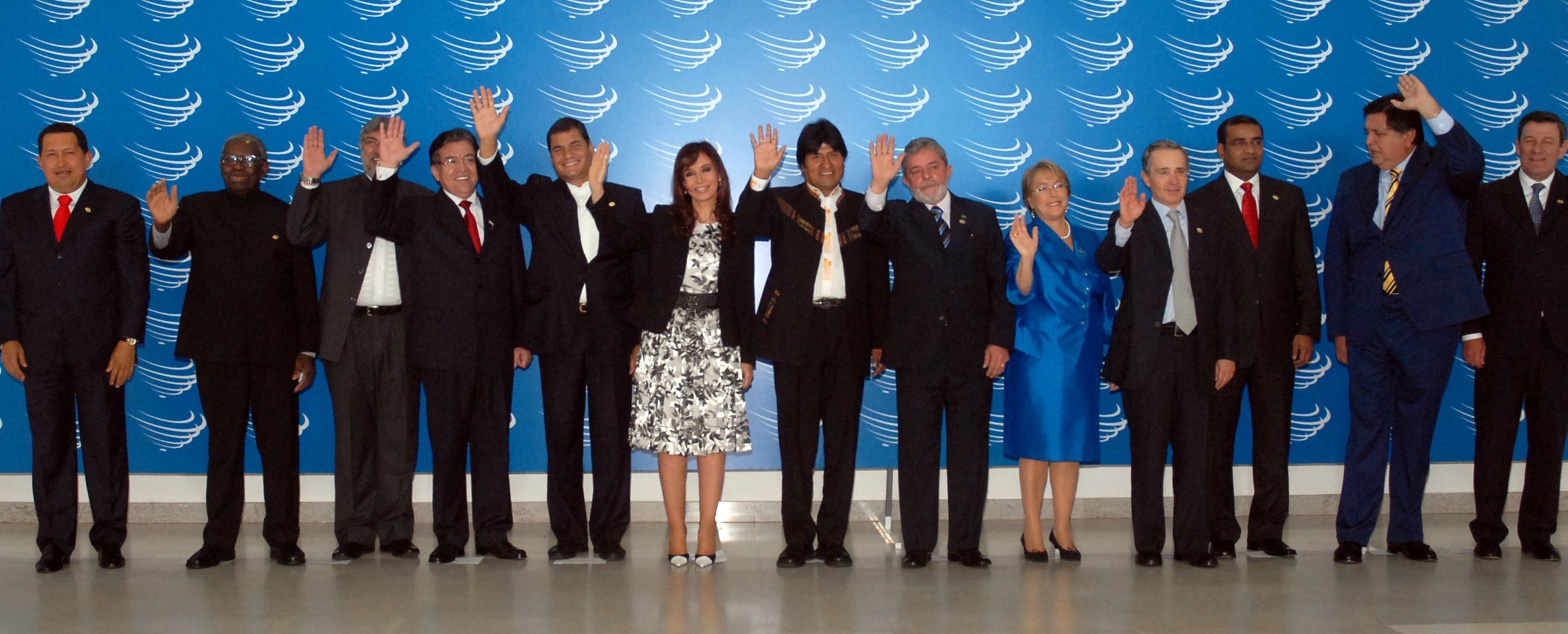
قادة أمريكا الجنوبية في اجتماع لاتحاد دول أمريكا الجنوبية في برازيليا.

في أواخر القرن 20، تحولت القارة خلال الحرب الباردة إلى ساحة معركة. تم الإطاحة ببعض الحكومات المنتخبة ديمقراطيا في الأرجنتين والبرازيل وتشيلي وأوروغواي وباراغواي وحلت محلهم ديكتاتوريات عسكرية في عقد الستينات والسبعينات. ولتقييد نشاط المعارضة اعتقل عشرات الآلاف واكتظت المعتقلات بالسجناء السياسيين، وتعرض كثير منهم للتعذيب والقتل. كما بدأت السياسات الاقتصادية تتحول إلى النيوليبرالية. وبين الثمانينات التسعينات عانت بيرو من صراع داخلي، وخاضت الأرجنتين وبريطانيا حرب الفوكلاند عام 1982.
كما شهدت كولومبيا ظهور مقاتلي حرب العصابات الماركسيين الذين تأسسو سنة 1964 تحت مسمى فارك (FARC - EP)، زد على ذلك انضمام العديد من الجماعات المسلحة غير الشرعية ذات الميول اليسارية، فضلاً عن جيوش خاصة من أباطرة المخدرات القوية. لكن في الوقت الحالي أغلب تلك الميليشيات زال وانحل، بقي منهم سوى جزء صغير ينشط في جيش التحرير الوطني (ELN)، إلى جانب فارك القوية، والذي هو الآخر يعاني من تقلص حجمه ونشاطه بشكل كبير. هذه الجماعات اليسارية تهرب المخدرات من كولومبيا لتمويل عملياتها، كما تستخدم أيضاً أسلوب الخطف و التفجيرات والاغتيالات.
شاعت في كل القارة أنظمة حكم منبثقة من الحركات الثورية اليسارية والديكتاتوريات اليمينية العسكرية بعد الحرب العالمية الثانية، لكن منذ الثمانينات هبت موجة من الديمقراطية في كل أرجاء القارة، وساد الحكم الديمقراطي في أغلب البلاد. لكن مظاهر الفساد ما زالت شائعة جداً، مما تسبب في خلق أزمات أجبرت العديد من الحكومات على الاستقالة.
احتدت مشكلة المديونية الدولية في أواخر الثمانينات، وعلى الرغم من وجود ديمقراطيات قوية، لم تطور بعد هذه الأخيرة مؤسسات سياسية قادرة على التعامل مع هذه الأزمات المتكررة. الانتقادات الواسعة لسياسة صندوق النقد الدولي جعلت كل من البرازيل والأرجنتين تقف في صف واحد ضد إملاءات صندوق النقد الدولي. كما شهدت العشرين عاماً الماضية زيادة في التعاون والتكامل الإقليمي بإنشاء منظمات قوية كاتحاد دول الأنديز وميركوسور واوناسور. خصوصاً بعد صعود هوغو شافيز إلى السلطة في فنزويلا عام 1998، حيث شهدت المنطقة ما سمي بالمد الوردي وهو صعود أحزاب يسارية بعد الانتخابات إلى السلطة في معظم بلدان المنطقة، باستثناء غيانا وبيرو وكولومبيا.

## السياسة
خلال العقد الأول من القرن الواحد والعشرين، برزت سيطرة اليسار السياسي في أمريكا الجنوبية، بانتخاب زعماء اشتراكيون في شيلي وأوروغواي والبرازيل والأرجنتين والإكوادور وبوليفيا وباراغواي وبيرو وفنزويلا. وعلى رغم هذا الحراك اليساري لا تزال أمريكا الجنوبية في معظمها تحتضن سياسة السوق الحرة، وتعمل على مزيد من التكامل القاري.
في الآونة الأخيرة تم تشكيل كيان دولي ضخم باندماج اثنين من الاتحادات الجمركية: ميركوسور واتحاد دول الأنديز، مُشكّلين ثالث أكبر كتلة اقتصادية في العالم، هذا التنظيم السياسي الجديد سمي باتحاد دول أمريكا الجنوبية ويسعى لفتح الحدود للتنقل الحر والتنمية الاقتصادية، وسياسة الدفاع المشترك والقضاء على التعريفات الجمركية.

## الديموغرافية الإثنية
المنحدرين من الشعوب الأصلية، مثل الكيتشوا والأيمارا والأورارينا في منطقة الأمازون يشكّلون أغلبية السكان في بوليفيا (53%)، وفي البيرو (47%).بينما في الإكوادور يشكل الهنود الحمر أقلية كبيرة تبلغ خمس السكان. بينما يشكل المنحدرين من أصول أوروبية بيضاء أيضًا عنصرًا هامًا في معظم المستعمرات الإسبانية السابقة.
يشكل البيض الأوروبيون في فنزويلا وكولومبيا حوالي 25% من التركيبة السكانية، وفي بيرو، يمثل المنحدرين من أصول أوروبية المجموعة الثالثة من عرقيات البلد (15%). مقارنة ببلدان أخرى في أمريكا الجنوبية، يشكل المنحدرين من أصول أوروبية أغلبية سكان الأرجنتين، شيلي، والأوروغواي وحوالي نصف عدد سكان البرازيل.
أمريكا الجنوبية هي أيضًا موطن لواحدة من أكبر تجمعات الشعوب الأفريقية، خصوصًا في غيانا، والبرازيل وكولومبيا، وفنزويلا، سورينام، غيانا الفرنسية، وإكوادور.
المستيزو (خليط بين البيض والهنود الحمر) أكبر مجموعة عرقية في باراغواي، وإكوادور وفنزويلا، وكولومبيا، والمجموعة الثانية في بيرو. ويشكل «الهنود الشرقيين» أكبر المجموعات العرقية في غيانا وسورينام. كما أن البرازيل تليها بيرو كأكبر تجمع للعرقيات اليابانية والكورية والجاليات الصينية في أمريكا الجنوبية.
البرازيل هي البلد الأكثر تنوعاً في أمريكا الجنوبية، ويمكن القول بالعالم، حيث يعيش عدد كبير من البيض، ومن المختلطين أو ما يعرف بالمولاتو، والمستيزو ونسبة كبيرة من السود، ومن شرق آسيا والشرق أوسطيين.
| البلد أو الإقليم مع العلم                                | المساحة (كم²) (لكل ميل مربع)    | السكان (توقعات 07/09) | الكثافة السكانية لكل كم² | العاصمة      |
| -------------------------------------------------------- | ------------------------------- | --------------------- | ------------------------ | ------------ |
| الأرجنتين                                                | 2,766,890 كـم2 (1,068,300 ميل2) | 40,482,000            | 14.3/كم² (37/ميل مربع)   | بوينوس آيريس |
| بوليفيا                                                  | 1,098,580 كـم2 (424,160 ميل2)   | 9,863,000             | 8.4/كم² (21٫8/sq mi)     | لاباز وسوكري |
| البرازيل                                                 | 8,514,877 كـم2 (3,287,612 ميل2) | 191,241,714           | 22.0/كم² (57/sq mi)      | برازيليا     |
| تشيلي                                                    | 756,950 كـم2 (292,260 ميل2)     | 16,928,873            | 22/كم² (57/sq mi)        | سانتياغو     |
| كولومبيا                                                 | 1,138,910 كـم2 (439,740 ميل2)   | 45,928,970            | 40/كم² (103٫6/sq mi)     | بوغوتا       |
| الإكوادور                                                | 283,560 كـم2 (109,480 ميل2)     | 14,573,101            | 53.8/كم² (139٫3/sq mi)   | كيتو         |
| جزر فوكلاند (المملكة المتحدة)                            | 12,173 كـم2 (4,700 ميل2)        | 3,140                 | 0.26/كم² (0٫7/sq mi)     | ستانلي       |
| غويانا الفرنسية (فرنسا)                                  | 91,000 كـم2 (35,000 ميل2)       | 221,500               | 2.7/كم² (5٫4/sq mi)      | كايين        |
| غيانا                                                    | 214,999 كـم2 (83,012 ميل2)      | 772,298               | 3.5/كم² (9٫1/sq mi)      | جورج تاون    |
| الباراغواي                                               | 406,750 كـم2 (157,050 ميل2)     | 6,831,306             | 15.6/كم² (40٫4/sq mi)    | أسونسيون     |
| البيرو                                                   | 1,285,220 كـم2 (496,230 ميل2)   | 29,132,013            | 22/كم² (57/sq mi)        | ليما         |
| جورجيا الجنوبية وجزر ساندويتش الجنوبية (المملكة المتحدة) | 3,093 كـم2 (1,194 ميل2)         | 20                    | 0/كم² (0/sq mi)          | غريتفيكن     |
| سورينام                                                  | 163,270 كـم2 (63,040 ميل2)      | 472,000               | 3/كم² (7٫8/sq mi)        | باراماريبو   |
| الأوروغواي                                               | 176,220 كـم2 (68,040 ميل2)      | 3,477,780             | 19.4/كم² (50٫2/sq mi)    | مونتيفيديو   |
| فنزويلا                                                  | 912,050 كـم2 (352,140 ميل2)     | 26,814,843            | 30.2/كم² (72/sq mi)      | كراكاس       |
| المجموع                                                  | 17,824,513                      | 385,742,554           | 21.5/كم²                 |              |

### السكان الأصليين

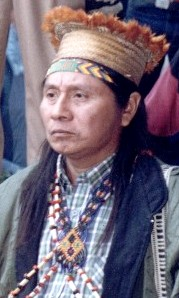
رجل من شعب الآوا

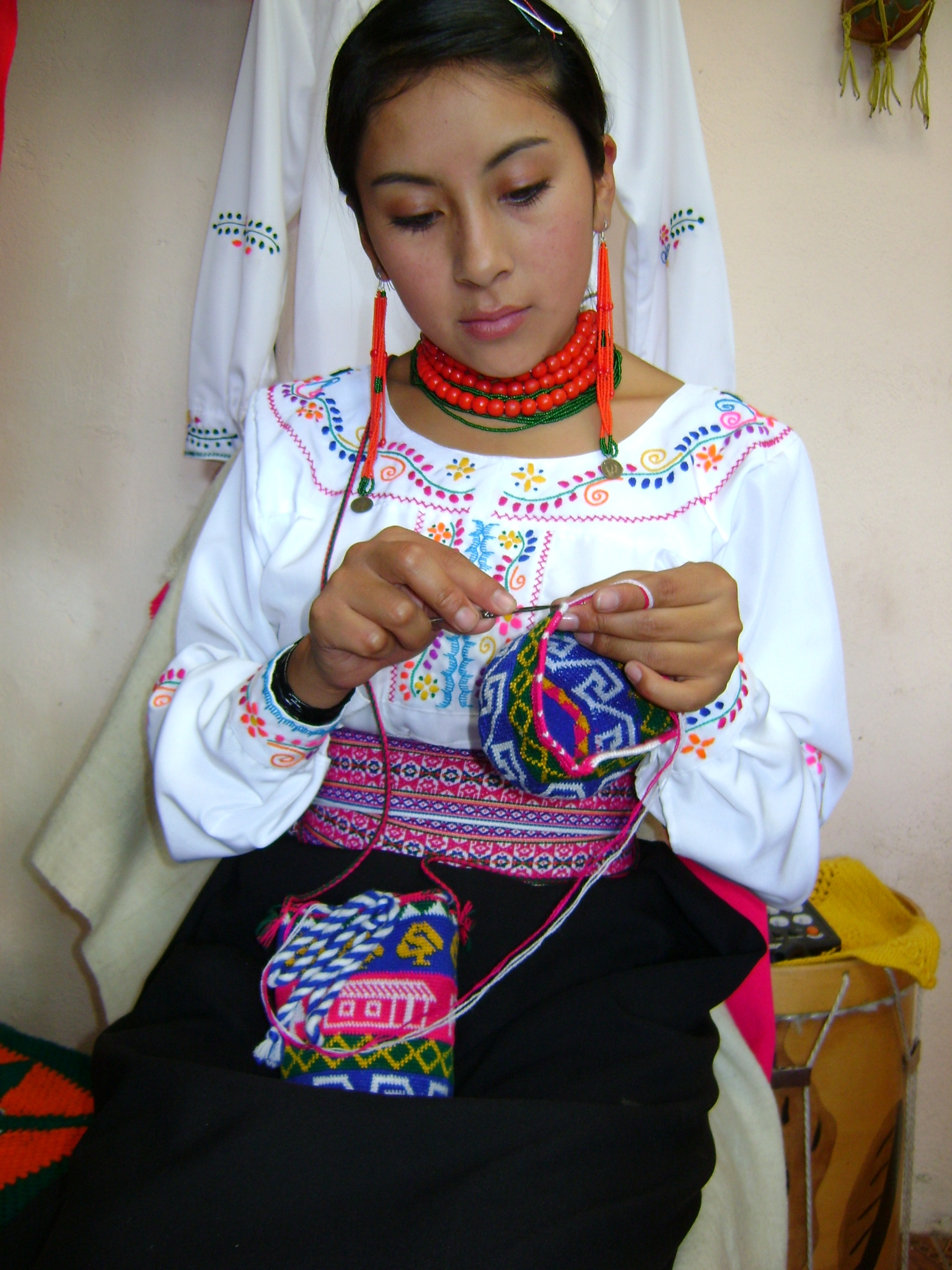
فتاة من شعب البوروا

يشكل السكان الأصليون حوالي نصف سكان الإكوادور والبيرو وبوليفيا. وفي أماكن عدة لا يزال السكان الأصليين يمارسون أسلوب حياة تقليدية قائمة على الصيد والجمع. كما لا تزال هناك بعض القبائل المنقطعة عن البشرية في غابات الأمازون. وفي بلدان مثل تشيلي وكولومبيا وفنزويلا والبرازيل والأرجنتين يشكل السكان الأصليين أقلية.
- ألاكالوف
- أتاكامينيوس
- أيمارا - يعيشون في الألتيبلانو ببوليفيا، وشيلي وبيرو. لغتهم رسمية في كل من بيرو وبوليفيا. نمط حياتهم تقليدي ويشمل رعي حيوان اللاما.
- آوا
- أغواروناس
- أشانينكاس
- باناوا
- كانياريس
- كايابوس
- تشيبتشا
- كوكوما
- شاياويتا، انكست
- غي، * غواراني - يعيشون في باراغواي حيث تعتبر لغتهم رسمية جنباً مع الإسبانية.
- جوريس
- المابوتشي - يعيش معظمهم في جنوب تشيلي وفي الجيوب المحاذية للأرجنتين.
- ماتسيس
- بيهوينتشي - هو من فرع المابوتشي عاش في وديان جبال الأنديز جنوب شيلي.
- الكيتشوا - تشكل جزءا كبيرًا من سكان بيرو والإكوادور وبوليفيا. تكلمت حضارة الأنكا لغة الكيشوا الجنوبية.
- سيلكنام
- شيبيبو
- شوار، توبي، زوكورو، أورارينا، الوايو، ياغان
- باغوا
- جانومامو
- زاباروس
- الأراواك
- واي واي

## الاقتصاد

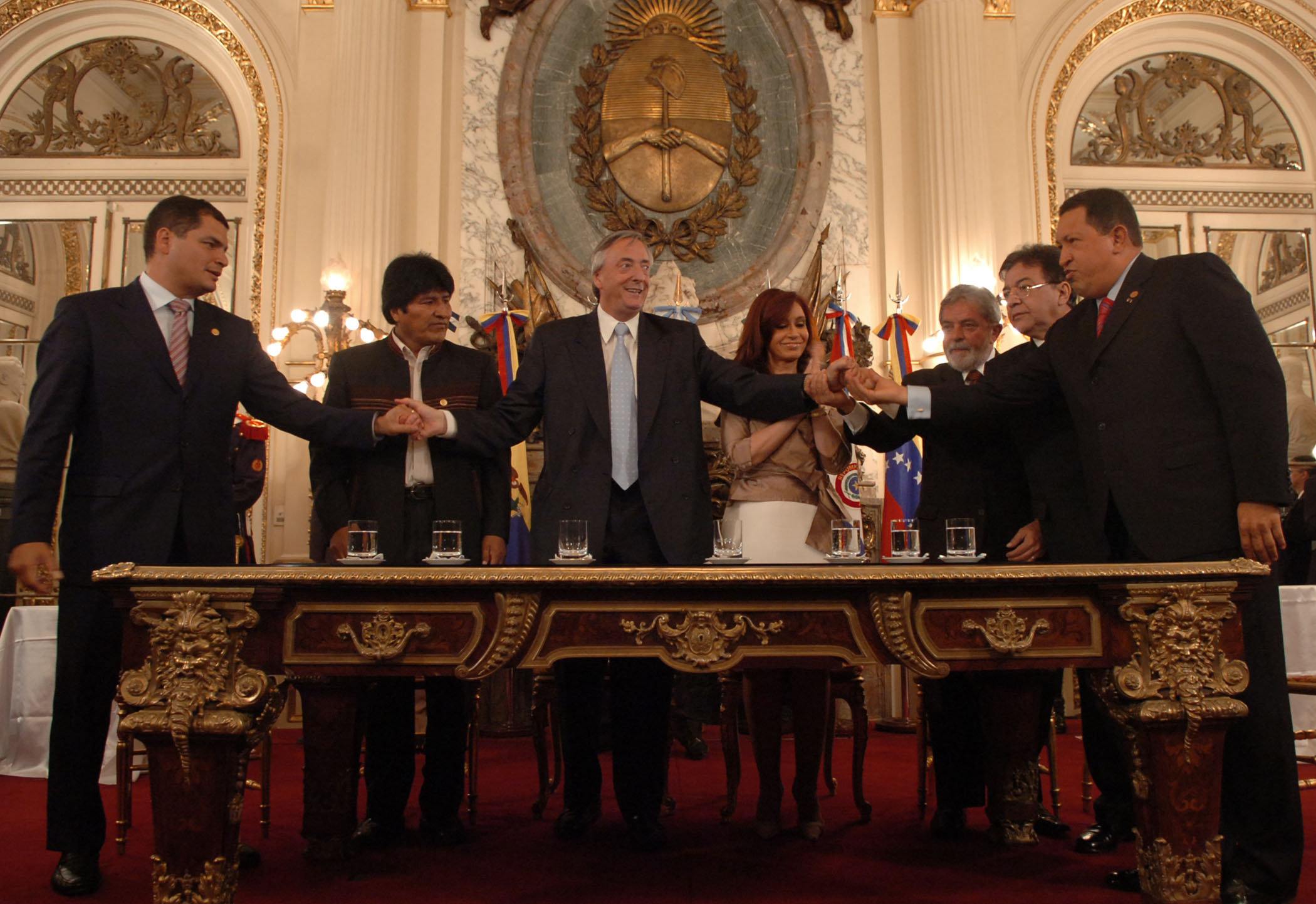
رافائيل كوريا وايفو موراليس ونيستور كيرشنر وكريستينا فرنانديز ولولا دا سيلفا، ونيكانور دوارتي وهوغو شافيز خلال التوقيع على ميثاق تأسيس بنك الجنوب

شهدت بلدان أمريكا الجنوبية خلال العقدين الماضيين نموا اقتصاديًا كبيرًا، وهو ما يمكن ملاحظته في العديد من هذه البلدان في بناء ناطحات السحاب مثل برج غران كوستانيرا في شيلي، وكذلك أنظمة النقل مثل مترو بوغوتا. ومع ذلك تعرف هذه المنطقة نسبة عالية من التضخم في جميع بلدانها تقريبا، فأسعار الفائدة لا تزال مرتفعة والاستثمار لا يزال متدنيًا. وعادة ما تكون أسعار الفائدة مرتفعة مرتين بينها وبين الولايات المتحدة. على سبيل المثال، معدلات الفائدة تصل إلى حوالي 22٪ في فنزويلا و23٪ في سورينام. تبقى شيلي هي الاستثناء، حيث تنفذ سياسة السوق الحرة منذ تأسيس الديكتاتورية العسكرية عام 1973، ومنذ عودة الحكم الديمقراطي في أوائل التسعينات دأبت الدولة على زيادة الإنفاق الاجتماعي، أدى ذلك إلى الاستقرار الاقتصادي وانخفاض أسعار الفائدة.
وتعتمد أمريكا الجنوبية اعتمادًا كبيرًا على تصدير السلع والموارد الطبيعية. حيث تتصدر البرازيل (سابع أكبر اقتصاد في العالم والأكبر في أميركا الجنوبية) الدول المصدرة بمبلغ إجمالي لصادراتها ب204,800,000,000 دولار تليها شيلي بـ58,120,000,000 والأرجنتين بـ46,460,000,000.
تعتبر الفجوة الاقتصادية بين الأغنياء والفقراء في معظم دول أمريكا الجنوبية الأكبر مقارنةً مع القارات الأخرى. ففي فنزويلا وباراغواي وبوليفيا وغيرها من دول أمريكا الجنوبية، يستحوذ 20٪ من السكان على أكثر من 60٪ من ثروة المنطقة، في حين أن 20٪ من السكان يمتلكون أقل من 5٪ من الثروة. ويمكن رؤية هذه الفجوة الواسعة في العديد من المدن الكبيرة في أمريكا الجنوبية حيث تقع مدن الصفيح والأحياء الفقيرة متاخمة لناطحات السحاب والشقق الفاخرة المملوكة للطبقة العليا.
| البلد                         | ناتج محلي إجمالي 2009 | ناتج محلي إجمالي (تعادل القوة الشرائية) 2009 | ناتج محلي إجمالي للفرد 2009 | مؤشر التنمية البشرية | مؤشر التنمية البشرية |
| ----------------------------- | --------------------- | -------------------------------------------- | --------------------------- | -------------------- | -------------------- |
| الأرجنتين                     | 326٬474               | 572٬860                                      | 14٬413                      | 0٫775                |                      |
| بوليفيا                       | 17٬413                | 43٬424                                       | 4٬330                       | 0٫643                |                      |
| البرازيل                      | 1٬574٬039             | 2٬013٬186                                    | 10٬513                      | 0٫699                |                      |
| تشيلي                         | 222٬788               | 276٬338                                      | 15٬883                      | 0٫783                |                      |
| كولومبيا                      | 319٬654               | 456٬300                                      | 8٬215                       | 0٫689                | ▼                    |
| الإكوادور                     | 52٬572                | 106٬993                                      | 7٬685                       | 0٫695                |                      |
| جزر فوكلاند (المملكة المتحدة) |                       | 75                                           | 25٬000                      |                      | غير متوفر            |
| غويانا الفرنسية (فرنسا)       |                       | 75                                           |                             |                      | غير متوفر            |
| غيانا                         | 1٬130                 | 3٬082                                        | 4٬035                       | 0٫611                |                      |
| باراغواي                      | 16٬006                | 29٬403                                       | 4٬778                       | 0٫640                |                      |
| بيرو                          | 127٬598               | 245٬883                                      | 8٬723                       | 0٫723                |                      |
| سورينام                       | 2٬984                 | 4٬436                                        | 8٬323                       | 0٫646                |                      |
| الأوروغواي                    | 32٬262                | 42٬543                                       | 13٬294                      | 0٫765                | ▼                    |
| فنزويلا                       | 319٬443               | 335٬200                                      | 12٬785                      | 0٫696                | ▼                    |

### حجم اقتصادات كبرى مدن أمريكا الجنوبية سنة 2009
| مرتبة | المدينة       | البلد     | الناتج المحلي الإجمالي (بالمليون دولار) | السكان (بالمليون) |
| ----- | ------------- | --------- | --------------------------------------- | ----------------- |
| 1     | ساو باولو     | البرازيل  | $ 528                                   | 20.534.112        |
| 2     | بوينس آيرس    | الأرجنتين | $ 377                                   | 14.542.324        |
| 3     | ريو دي جانيرو | البرازيل  | $ 231                                   | 12.026.342        |
| 4     | سانتياغو      | تشيلي     | $ 145                                   | 7.003.122         |
| 5     | برازيليا      | البرازيل  | $ 138                                   | 3.533.856         |

### السياحة

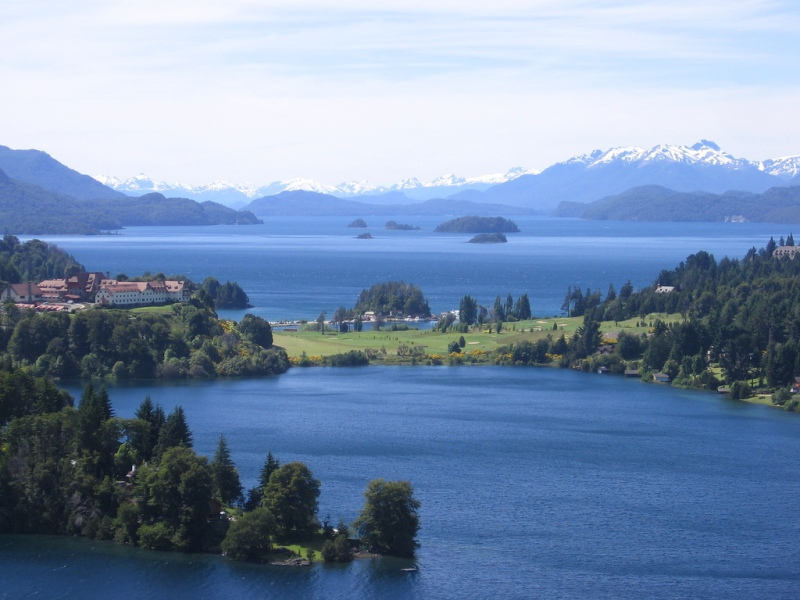

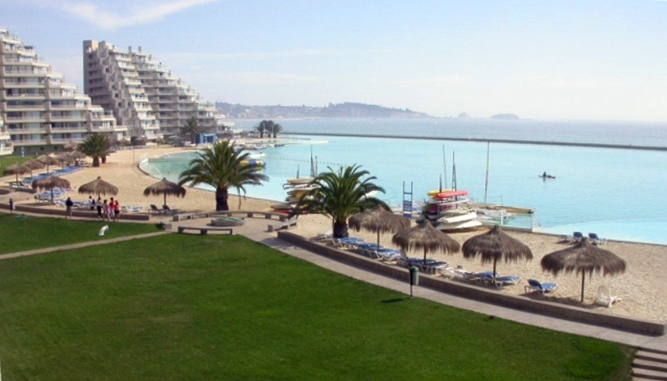
سان الفونسو ديل مار هو فندق فاخر يقع في الغاروبو (شيلي) ويحتوي على أكبر مسبح على الهواء الطلق في العالم

أصبحت السياحة على نحو متزايد مصدرًا هامًا من مصادر الدخل بالنسبة للعديد من دول أمريكا الجنوبية. فالآثار التاريخية والهندسة المعمارية والطبيعية الخلابة، ومجموعة متنوعة من الأطعمة والثقافة المحلية، والمدن الحيوية والملونة، تجذب الملايين من السياح كل العام إلى أميركا الجنوبية. من الأماكن الأكثر زيارةً بقايا مدينة ماتشو بيتشو، وغابات الأمازون وريو دي جانيرو و مدينة سلفادور ووفورتاليزا، ووماسايو، وبوغوتا، وفلوريانوبوليس، وجزيرة مارغاريتا، وناتال، وبوينس آيرس، وساو باولو، وشلالات أنجيل، بحيرة تيتيكاكا، باتاغونيا، قرطاجنة وجزر غالاباغوس.

## الثقافة
تأثر الأمريكيون الجنوبيون ثقافيا بتواصلهم التاريخي بأوروبا، خصوصا بإسبانيا والبرتغال، ومن تأثير الثقافة الشعبية الصادرة من الولايات المتحدة الأمريكية.
تتمتع أمريكا الجنوبية بمجموعة متنوعة وغنية من الموسيقى، ففي كولومبيا تشتهر موسيقى الفايناتو والكومبيا، وفي البرازيل السامبا والبوسا نوفا، بينما يغلب طابع التانغو في الأرجنتين وأوروغواي. كما ظهرت موسيقى نويفا كانسيون الشعبية والتي تأسست في الأرجنتين وشيلي، وسرعان ما امتدت إلى بقية بلدان أمريكا اللاتينية. وعلى ساحل بيرو برزت موسيقى الغيتار والكاخون الثنائية والثلاثية، وبين معظم السكان المستيزو انتشرت إيقاعات المارينيرا (أصلها من ليما)، والتونديرو (أصلها من بيورا)، وخلال القرن 19 ظهر الفالز البيروفي. وفي أوائل القرن العشرين برزت موسيقى الغوارانيا وفي أواخر القرن العشرين فرض الروك الإسباني نفسه في الساحة، متأثراً بالبوب البريطاني والروك الاميركي. وباللغة البرتغالية ظهرت في البرازيل صناعة البوب روك ومجموعة كبيرة ومتنوعة من الأنواع الموسيقية الأخرى.
أشاد عدد كبير من النقاد بأدب أمريكا الجنوبية، الذي ازدهر خصوصًا في الستينات والسبعينات، بصعود مؤلفين مثل ماريو فارغاس يوسا وغابرييل غارسيا ماركيز في الرواية، وبابلو نيرودا وخورخي لويس بورخيس في أنواع أدبية أخرى. كما يعتبر البرازيلي ماشادو دي اسيس، وهو كاتب واقعي من القرن 19، أعظم كاتب برازيلي على مر العصور، من بين المعجبين به خوسيه ساراماغو، كارلوس فوينتيس، سوزان سونتا وهارولد بلوم.
بسبب المزيج العرقي الواسع، يتسم المطبخ الجنوب أمريكي بتنوع كبير، أثر فيه فن الأكل الخاص بالهنود الحمر، والطبخ الأفريقي والهندي والآسيوي، والتأثيرات الأوروبية. تتميز باهيا بالبرازيل بتأثرها بمطبخ غرب أفريقيا. كما يشتهر الأرجنتينيين والتشيليين والأوروغوايانيون وفنزويليون والبرازيليون باستهلاك النبيذ بانتظام. وفي الأرجنتين وباراغواي وأوروغواي وشعوب جنوب شيلي والبرازيل ينتشر مشروب المتة، وفي الباراغواي يستهلك التيريري، الذي يختلف عن زميله المتة، باستهلاكه بارداً. وفي بيرو وتشيلي يشرب بيسكو، وهو من الخمور المقطرة من العنب. ويمزج المطبخ البيروفي عناصر غدائية أفريقية وصينية ويابانية وأسبانية ومن الأنديز والأمازون.

### اللغة

لغات أمريكا الجنوبية.

اللغة الأسبانية (193,243,411 ناطق)  والبرتغالية (193,197,164 ناطق)  هما اللغات الأكثر استعمالا في أمريكا الجنوبية. فالإسبانية لغة رسمية في معظم البلدان، جنبًا إلى اللغات المحلية في بعض الدول. والبرتغالية لغة رسمية في البرازيل. والهولندية رسمية في سورينام؛ واللغة الإنجليزية رسمية في غيانا، إضافة إلى أنه هناك على الأقل اثني عشر لغة تستعمل ويتحدث بها كالهندية والعربية. وتستعمل الإنجليزية أيضًا في جزر فوكلاند، بينما الفرنسية هي اللغة الرسمية في غويانا الفرنسية واللغة الثانية في أمابا (البرازيل).
لغات السكان الأصليين في أمريكا الجنوبية تشمل الكيتشوا في الإكوادور وبيرو وتشيلي والأرجنتين وبوليفيا؛ والغواراني في باراغواي وبشكل أقل في بوليفيا؛ والأيمارا في بوليفيا والبيرو وبشكل أقل في شيلي، ولغة المابودونغون تتحدث في بعض جيوب جنوب شيلي ونادرًا في الأرجنتين. وتم الاعتراف بثلاث لغات (الكيتشوا والأيمارا والغواراني)، جنبا مع اللغة الإسبانية، كلغات رسمية.
كما توجد لغات أخرى في أمريكا الجنوبية كالهندية والجاوية في سورينام؛ والإيطالية في الأرجنتين والبرازيل وكولومبيا وأوروغواي وفنزويلا وبيرو وتشيلي، والألمانية في جيوب معينة من الأرجنتين والبرازيل وكولومبيا وتشيلي وفنزويلا وبيرو وباراغواي، وتستعمل الألمانية أيضًا في العديد من مناطق الولايات الجنوبية بالبرازيل، كما أن الويلزية لا تزال تستخدم في مدن تريليو وروسون التاريخية في باتاغونيا بالأرجنتين. هناك أيضًا مجموعات صغيرة من الناطقين باليابانية في البرازيل وكولومبيا وبيرو. ويتكلم اللغة العربية الكثير من السكان ذو الأصول اللبنانية والسورية والفلسطينية، كما يمكن العثور المجتمعات العربية في كولومبيا والبرازيل وفنزويلا وبيرو وتشيلي والأرجنتين، وبنسبة أقل في باراغواي.